# Moms Mabley
Moms Mabley (estado de Carolina del Norte, 19 de marzo de 1894 - estado de Nueva York, 23 de mayo de 1975) fue una humorista de nacionalidad estadounidense, pionera del Chitlin' Circuit, conjunto de locales dedicados al vodevil afroestadounidense.

## Biografía

### Primeros años
Su verdadero nombre era Loretta Mary Aiken, y nació en Brevard, Carolina del Norte. Aunque siempre afirmaba haber nacido en 1894 y que pertenecía a una familia de veinte hermanos, el censo federal de 1900 muestra una "Loretter Aiken" en  Brevard nacida en marzo de 1897, y que era la menor de los cuatro hijos vivos de James P. y Mary Aiken. Su padre, James P. Aiken, dirigía varios negocios, y falleció cuando la artista tenía once años de edad. Su madre, Mary Aiken, mantenía la casa y alojaba huéspedes, encargándose a partir de 1910 de general store. 
A los catorce años de edad, Mabley había sido violada en dos ocasiones y tenía dos hijos que hubo de dar en adopción.  Mabley dejó su tierra para ir a Cleveland, Ohio, formando parte de un espectáculo itinerante de género minstrel.

### Carrera
Ella adoptó su nombre teatral, Jackie Mabley, a partir del de un antiguo amigo. Más adelante fue conocida como "Moms" porque verdaderamente era una "Mom (Mamá)" para muchos otros comediantes de las décadas de 1950 y 1960. A los 27 años de edad se declaró lesbiana, y fue una de las primeras artistas del circuito de comedias en ser calificada como triple-X.
En las décadas de 1920 y 1930 actuaba con una vestimenta andrógina (como hizo en la película The Emperor Jones, con Paul Robeson) y grabó varios de sus primeros números de temática lesbiana. Mabley fue una de las principales comediantes en vivo del momento, grabando finalmente más de 20 discos con sus números. Además, actuó en el cine, la televisión, y en clubs, y actuó en el Festival de las Mujeres de Míchigan poco antes de fallecer en 1975.
Mabley fue una de las artistas de mayor éxito del Chitlin' Circuit, ganando 10.000 dólares semanales en el Teatro Apollo de Harlem en la cima de su carrera. Su debut en la ciudad de Nueva York había tenido lugar en el Connie's Inn de Harlem.
En la década de 1960 se hizo conocida de un público más amplio, trabajando en el Carnegie Hall en 1962 y actuando en diferentes programas televisivos de gran audiencia, destacando de entre ellos el show de la CBS The Smothers Brothers Comedy Hour.
Mabley fue llamada "La Mujer más Divertida del Mundo", y utilizaba temas demasiado controvertidos para otros cómicos de la época como, por ejemplo, el racismo. Además añadió ocasionales canciones satíricas a sus chistes, y su versión de of "Abraham, Martin and John" alcanzó el puesto 35 del Billboard Hot 100 el 19 de julio de 1969. Con más de 75 años de edad, Moms Mabley se convirtió en la persona de mayor edad en entrar en el Top 40 estadounidense.

## Vida personal
Mabley tuvo cuatro hijos, además de los dos que dio en adopción siendo adolescente, y cinco nietos.
Moms Mabley falleció en White Plains (Nueva York) en 1975 a causa de un fallo cardiaco. Le sobrevivieron sus hijos, Bonnie, Christine, Charles, y Yvonne Ailey. Fue enterrada en el cementerio Ferncliff, en Hartsdale, Nueva York.

## Actuaciones
| - Bowman's Cotton Blossoms (1919) - Look Who's Here (1927) - Miss Bandana (1927) - Fast and Furious (musical) (1931) - Blackberries of 1932 (1932) - The Joy Boat (Década de 1930) - Sidewalks of Harlem (Década de 1930) - Red Pastures (Década de 1930) - Swingin' the Dream (1939) | - The Emperor Jones (1933) - Killer Diller (1948) - Boarding House Blues (1948) - The Cincinnati Kid (1965) - It's Your Thing (1970) (documental) - Amazing Grace (1974) |

### Discografía
| - 1961 On Stage (Funniest Woman in the World) - 1961 Moms Mabley at the "UN" - 1961 Moms Mabley at The Playboy Club - 1962 Moms Mabley Breaks It Up - 1962 Moms Mabley at Geneva Conference - 1963 I Got Somethin' to Tell You! - 1963 Young Men, Sí - Old Men, No - 1964 Moms the Word - 1964 Out on a Limb - 1964 The Funny Sides of Moms Mabley [Chess] - 1964 Moms Wows - 1964 Best of Moms and Pigmeat, Vol. 1 | - 1965 Men in My Life - 1965 Now Hear This - 1966 Moms Mabley at the White House - 1968 Best of Moms Mabley - 1969 The Youngest Teenager - 1969 Her Young Thing - 1970 Live at Sing Sing - 1972 I Like 'em Young - 1994 Live at the Apollo - 1994 The Funny Sides of Moms Mabley [Jewel] - 1994 Live at the Ritz - 2004 Comedy Ain't Pretty |

### Televisión
- 1969 The Ed Sullivan Show